# Pytalovo
Pytalovo (rusky Пыталово, v letech 1925–1938 Jaunlatgale, v letech 1938–1945 Abrene) je město v Pskovské oblasti v  Ruské federaci. Při sčítání lidu v roce 2010 mělo bezmála šest tisíc obyvatel.

## Poloha
Pytalovo leží na Utroji, levém přítoku Velikaji v povodí Narvy. Je vzdáleno přibližně sto kilometrů jihozápadně od Pskova, správného střediska oblasti, a jen zhruba deset kilometrů východně od lotyšsko-ruské hranice.

## Dějiny
První zmínka o Pytalovu je z roku 1782.
V meziválečném období připadlo Pytalovo Lotyšsko-sovětskou mírovou smlouvou z roku 1920 Lotyšsku, kde se nazývalo do roku 1938 Jaunlatgale a pak Abrene. Od roku 1933 je městem.
V roce 1945 bylo začleněno do RSFSR a následně se po rozpadu Sovětského svazu stalo součástí samostatného Ruska.